# Eucereon ockendeni
Eucereon ockendeni är en fjärilsart som beskrevs av Rothschild 1912. Eucereon ockendeni ingår i släktet Eucereon och familjen björnspinnare. Inga underarter finns listade i Catalogue of Life.